# Pałac Cosela
Pałac Cosela (niem. Coselpalais) – rokokowy pałac, znajdujący się w Dreźnie, w dzielnicy Innere Altstadt, przy Neumarkt. Jego nazwa pochodzi od nazwiska Fryderyka Augusta Cosela, z inicjatywy którego budynek powstał w latach 1762–1764. Obecnie w pałacu mieszczą się biura oraz dwie restauracje.

## Lokalizacja
Pałac Cosela jest położony na terenie Starego Miasta w Dreźnie, przy Neumarkt, tuż obok Kościoła Marii Panny (Frauenkirche), a także w pobliżu Akademii Sztuk Pięknych i Albertinum. Można się do niego dostać, korzystając z linii tramwajowych nr 1, 2 oraz 4 i wysiadając na przystanku Altmarkt, z którego dojście do pałacu zajmuje kilka minut.

## Historia
W 1565 roku na obszarze, na którym stoi dziś pałac, wybudowano Wieżę Prochową (niem. Pulverturm), służącą do przechowywania prochu. W 1744 roku wieża została rozebrana z powodu pojawiających się na niej rys – zachowano tylko jej piwnice ze sklepieniami. Działkę po wieży saski elektor podarował krajowemu mistrzowi budowlanemu i architektowi, Johannowi Christophowi Knöffelowi, który wybudował na niej w latach 1745–1746 dwa reprezentacyjne barokowe budynki mieszkalne. Budynki te zostały zniszczone podczas wojny siedmioletniej w 1760 roku wskutek dokonanego przez wojska pruskie ostrzału artyleryjskiego miasta. W 1762 roku pozostałości budynków kupił generał Fryderyk August Cosel, syn saskiego elektora i króla Polski, Augusta II Mocnego oraz jego metresy, hrabiny Anny Konstancji Cosel. Na miejscu ruin, w oparciu o istniejącą strukturę budowlaną, do 1764 roku powstał rokokowy pałac, którego budowę generał zlecił architektowi Juliusowi Heinrichowi Schwarzemu. Pałac ten składał się z głównego budynku, odwróconego od Kościoła Marii Panny o dziewięćdziesiąt stopni i posiadającego okazały portal wejściowy oraz szczyt, w którym umieszczony był herb Fryderyka Augusta Cosela oraz dwóch dwukondygnacyjnych skrzydeł, pomiędzy którymi znajdował się mały dziedziniec. Wokół dziedzińca znajdowało się ozdobne ogrodzenie z wykonanymi z piaskowca filarami, zwieńczonymi rzeźbami przedstawiającymi dzieci. Generał Cosel nigdy nie mieszkał w pałacu, jego miejscem zamieszkania była drezdeńska posiadłość, w której zmarł w 1770 roku. W pierwszej połowie XIX wieku gmach wszedł w posiadanie cywilne, w latach 1845–1853 mieścił się w nim Hotel Rosyjski (niem. Russische Hotel). W 1853 roku Pałac Cosela stał się własnością państwa saksońskiego, które ulokowało w nim królewski posterunek policji. Po 1901 roku, kiedy to pałac przestał być siedzibą posterunku policji, mieściło się w nim m.in. państwowe biuro budowlane.

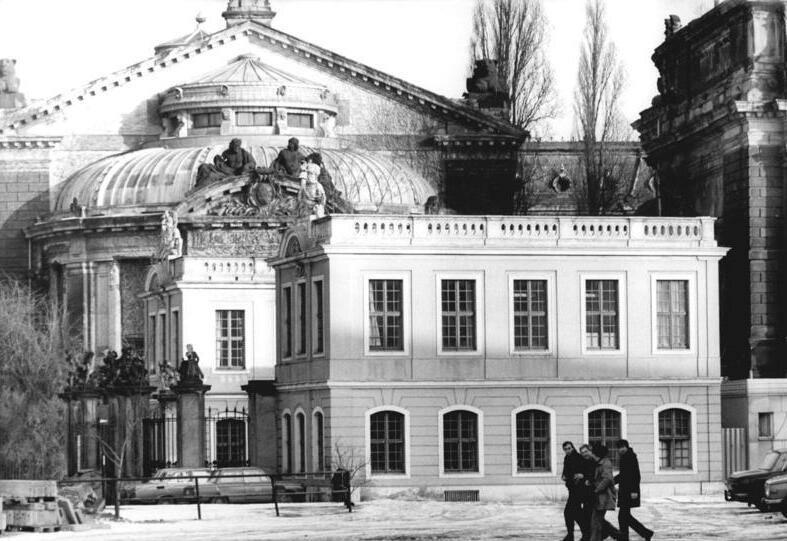
Boczne skrzydła Pałacu Cosela w 1985 roku

Podczas bombardowania w lutym 1945 roku Pałac Cosela został zniszczony wraz z resztą zabudowy drezdeńskiego Neumarkt. Najmniejszych uszkodzeń doznały dwa boczne skrzydła, których odbudowę przeprowadzono w latach 1973–1975. W październiku 1998 roku został położony kamień węgielny pod odbudowę głównego budynku pałacu. Realizowana w sposób wierny rekonstrukcja gmachu, obejmująca oprócz fasad także historyczne wnętrza, takie jak klatka schodowa i sala balowa (niem. Festsaal) na pierwszym piętrze, zakończyła się w lutym 2000 roku. Po odbudowie większość budynku przeznaczono na cele biurowe, z kolei na jego parterze urządzona została restauracja Grand Café & Restaurant, zaś w piwnicach dawnej Wieży Prochowej – restauracja Pulverturm.

## Zwiedzanie

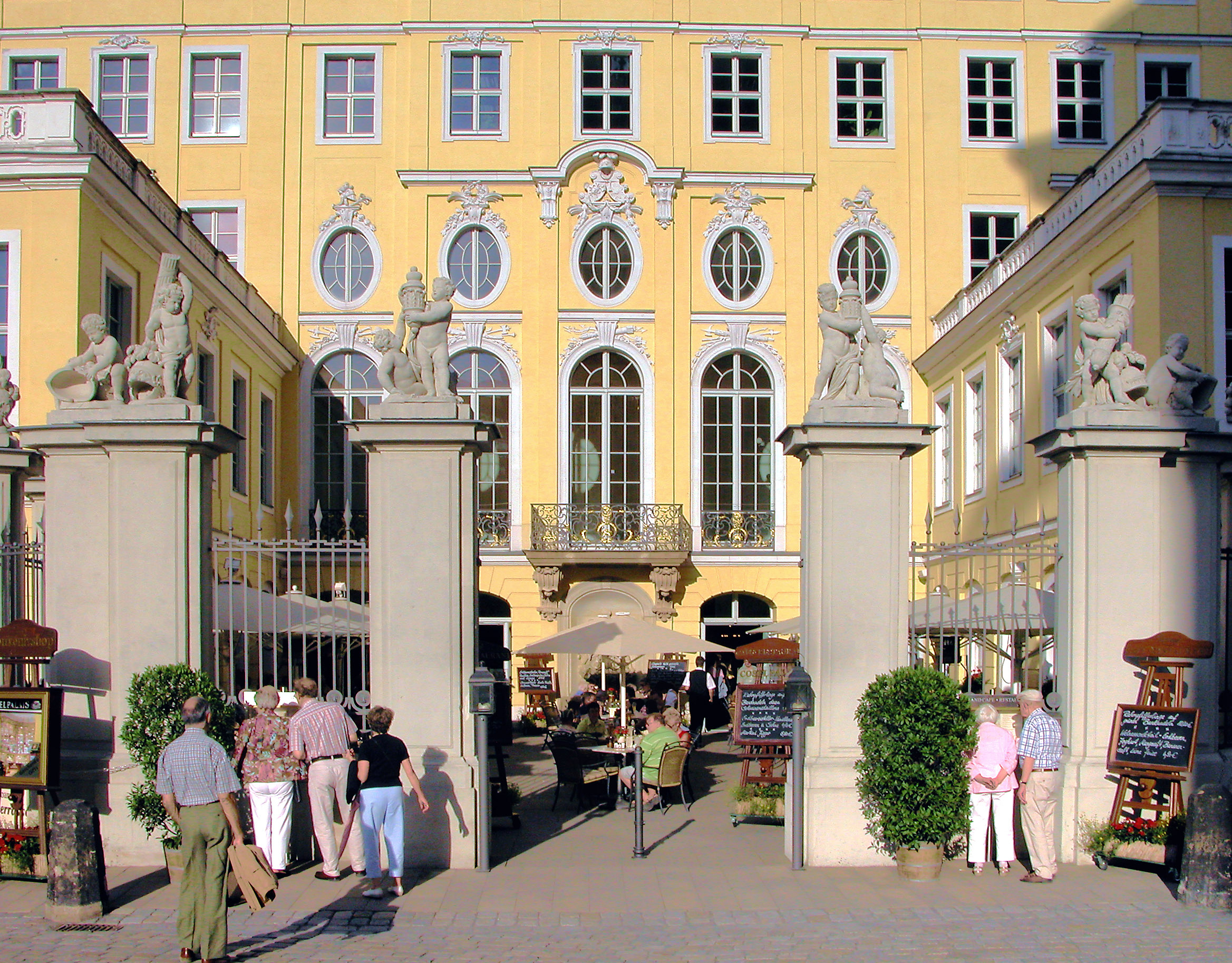
Dziedziniec Pałacu Cosela wraz z ozdobnym ogrodzeniem w 2006 roku

Nie jest możliwe zwiedzanie całego Pałacu Cosela z uwagi na zajmujące większą jego część biura, niemniej jednak podczas wizyty w restauracji Grand Café & Restaurant można zobaczyć barokowy dziedziniec oraz historyczne pomieszczenia, znajdujące się w skrzydłach pałacu, takie jak pokój porcelanowy (niem. Porzellanzimmer), pokój różany (niem. Rosenzimmer), pokój lustrzany (niem. Spiegelzimmer) czy pokój ptasi (niem. Vogelzimmer). Z kolei pobyt w restauracji Pulverturm daje możliwość zobaczenia zachowanych, historycznych pozostałości Wieży Prochowej.